# TK-202

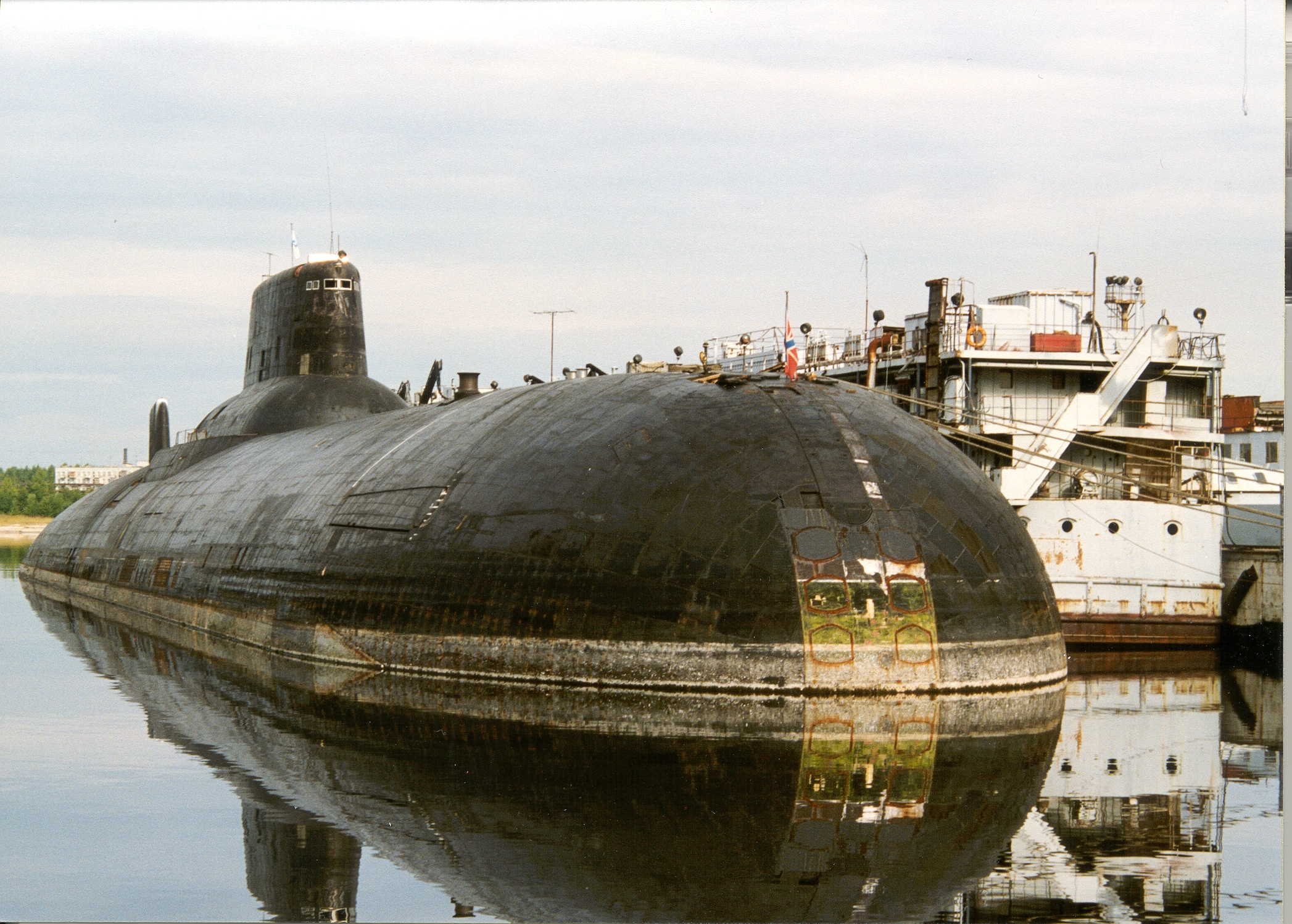
TK-202 erwartet im Jahr 1999 seine Verschrottung.

TK-202 war ein strategisches Atom-U-Boot der sowjetischen Seekriegsflotte und das zweite Schiff des Projekt 941 (NATO-Code: Typhoon-Klasse).

## Bau
Am 2. März 1977 wurde TK-202 in die Bestandsliste der Seekriegsflotte der Sowjetunion aufgenommen und am 22. April 1978 in der Sewmasch-Werft in Sewerodwinsk auf Kiel gelegt. Die Zuordnung zur Klasse der Schweren strategischen U-Kreuzer erfolgte am 25. Juli 1977. Mit dem Herausrollen aus der Bauhalle in ein überdachtes Trockendock wurde am 23. September 1982 der Stapellauf vollzogen. Es folgten Standprüfungen im Trockendock sowie die Seeerprobung im Weißen Meer.

## Dienst in der Seekriegsflotte der Sowjetunion
Die Seekriegsflotte übernahm das neue Schiff am 28. Dezember 1983 und am 18. Januar 1984 wurde TK-202 in die neu aufgestellte 18. Division der 1. Flottille der Nordflotte in der Nerpitschja-Bucht bei Sapadnaja Litsa eingegliedert. Es folgten regelmäßige Abschreckungspatrouillen in der Barentssee und im Nordmeer. Am 20. September 1989 begann die planmäßige Instandsetzung in der Werft Swjosdotschka, in deren Rahmen Waffensysteme und Sensoren modernisiert wurden.

## Dienst in der Seekriegsflotte der Russischen Föderation
Der Zerfall der Sowjetunion verzögerte die Instandsetzung, die Arbeiten konnten jedoch planmäßig abgeschlossen werden. Am 1. Oktober 1994 übernahm die Seekriegsflotte das Schiff in praktisch neuem Zustand und teilte es wieder seiner Einheit in der Nerpitschja-Bucht bei Sapadnaja Litsa zu. Es folgte eine Patrouillenfahrt.
Auf Grund der Abrüstungsbestrebungen sowie rascher Finanzkürzungen wurde TK-202 schon am 28. März 1995 aus dem Kampfbestand der Seekriegsflotte ausgegliedert und stillgelegt. Am 2. Februar 1999 traf TK-202 in Sewerodwinsk ein, wo die Brennelemente aus den Reaktoren entfernt wurden. Ab 2003 begann die Verschrottung.

## Technische Daten
- Länge: 170 m
- Breite: 23,3 Meter
- Tiefgang: 11,0 Meter
- Höhe (Kiel-Turmkante): ca. 28 Meter
- Wasserverdrängung: 23.200 Tonnen (aufgetaucht) / 48.000 Tonnen[1] (getaucht)
- Antrieb
  - 2× OK-650B, 190 MW (thermisch) Druckwasserreaktoren
  - 2× Dampfturbinen GT3A mit je 49.000 PS
  - 4× 3200 kW E-Generatoren
  - 2× Dieselgeneratoren vom Typ DG-750
  - 2× Antriebsdiesel mit je 260 PS für Schleichfahrt
  - Höchstgeschwindigkeit: 14 Knoten (aufgetaucht)/27 Knoten (getaucht)
- Bewaffnung
  - 20 Interkontinentalraketen RSM-52 (NATO: SS-N-20) im Raketenkomplex D-19
  - 6 Torpedorohre Kaliber 533 mm (Typ 53–65K, SET-65, SAET-60M, UGST)
  - 8–10 Luftabwehrflugkörper (schultergestützt) Typ 9K38 Igla
- Flugkörper:
  - SS-N-15 (verschossen aus Torpedorohren Kaliber 533 mm)
- Schiffssysteme:
  - Sonar: Skat
  - Radar: Albatros
  - EloKa: Nakat-M
  - Funkanlage: Molnija
  - Satelliten-Navigationssystem: Simfonia
  - Satelliten-Navigationsanlage (Tobo Responder): Kremnij-2
  - Satelliten-Kommunikationsanlage: Tsunami
  - Tauchtiefe: ca. 450 m maximal
- Besatzung: 150–180 (davon 50 Offiziere und 80 Unteroffiziere)
- Seeausdauer
  - 120 Tage (Frieden)
  - 260 Tage (Verteidigungsfall)